# Julie Nolke
Julie Marie Nolke, född 24 augusti 1990 i Calgary, är en kanadensisk komiker, skådespelare, manusförfattare och videobloggare. Hon är mest känd för sin humoristiska videoserie Explaining the Pandemic to my Past Self på Youtube.

## Biografi
Nolke föddes i Calgary. Hon flyttade från staden 2008 och tog 2012 examen från skådespelarprogrammet vid York University i Toronto.

### Youtube och filmer
I maj 2015 startade hon sin Youtube-kanal Feeling Peckish tillsammans med sin partner Sam (Samuel L. Larson). På den hobbybaserade kanalen laddade hon upp videor som kretsade kring matlagning. Därefter anlitades hon av produktionsbolaget Tastemade för att tillverka videor, utveckla innehållskoncept och producera varumärkesmaterial. Hon har också lett Tastemade-programmet One for the Road, tillsammans med Andrew Gunadie.
Hon bytte senare namn på sin Youtube-kanal till Julie Nolke, där hon laddar upp korta sketcher, parodier och vloggar. Inspirationen till Nolkes kanalkoncept är enligt henne själv: "Jag vill göra slut på idén om att kvinnor inte är roliga. Jag tror att man inte bara kan vara en rolig kvinna, men man kan tala om saker och ting ur ett kvinnligt perspektiv och göra det roligt. Det är kanalens huvudsakliga mantra." Hennes Youtube-video Are We Bad Feminists vann 2019 års "Excellence in Writing"-pris vid Buffer Festival. Hon har också regisserat, skrivit och spelat huvudrollen i Youtube-videon When you buy ADULT TOYS online, som 2020 nominerades som "Outstanding Comedy Short" vid Toronto Sketchfest "Best of the Fest"-gala.
I april 2020 laddade Nolke upp det första avsnittet av Explaining the Pandemic to My Past Self, en komisk sketch som presenterar en personlig tidsresa. I sketchen samtalar hon med en version av sig själv som ännu inte upplevt covid-19-pandemin. Hon diskuterar även andra sociala och politiska frågor som aktualiserats sedan hennes gamla jag, inklusive George Floyd-protesterna, och 2020 års Beirut-explosion. Fram till oktober 2020 hade de första videorna i serien samlat ihop till över 25 miljoner visningar på Youtube. Fram till januari 2022 hade hon presenterat sju olika videor i serien. Explaining the Pandemic to My Past Self nominerades till 2021 års Webby Award i kategorin "Viral, General Video". Nolke vann 2021 års Webby Award i kategorin "Best Individual Performance" samt två publikpris, för bästa virala video samt bästa manus.
När covid-19-pandemin startade märkte Nolke hur andra skådespelare förlorade sitt arbete, eftersom hela teater- och större delen av filmbranschen lades på is. Hon var då glad att hon med sin Youtube-kanal kunde fortsätta producera material, och om möjlighet få ännu fler ämnen att ta upp i sina sketcher.
I sina videor samtalar hon ofta med sitt "Mirror Julie", som oftast presenteras på andra sidan av en spegel. Detta Nolkes "alter ego" kommenterar Julies och sketchens relationsproblem eller annan ängslan och oro med en mer avslappnad attityd; "Mirror Julie" visas fram som en ofullkomlig sanningssägare, ofta med ett glas alkoholhaltig dryck i handen och fullständigt bekymmersfri.
Vid sidan av sin Youtube-kanal har Nolke figurerat i olika roller i ett antal lång- och kortfilmer och TV-program. Detta inkluderar including Oil Men, What We Do in the Shadows, TallBoyz, Workin' Moms,  och Run the Burbs. Hon spelade huvudrollen i den humoristiska kortfilmen Hashtag Apocalyse, som fick pris på 2019 års Canada Shorts Film Festival. Nolke hade en mindre roll i Secret Society of Second-Born Royals, en roll som dock redigerades bort i den slutliga versionen.

### Privatliv
2019 gifte Nolke sig med Samuel D. Larson. Han är kollega och regissör inom filmbranschen och har samarbetat med Nolke på en mängd olika projekt.

## Filmografi
| År   | Titel                     | Roll           | Ref.          |
| ---- | ------------------------- | -------------- | ------------- |
| 2014 | Exquisite                 | Destiny        | [ 28 ]        |
| 2017 | Oil Men                   | Leanne Romanko | [ 29 ]        |
| 2019 | TallBoyz                  | Stephanie      | [ 23 ]        |
| 2019 | Hashtag Apocalypse        | Elliot         | [ 30 ] [ 31 ] |
| 2020 | What We Do in the Shadows | Witch No. 1    | [ 32 ]        |
| 2020 | Workin' Moms              | Bank Manager   | [ 33 ]        |
| 2022 | Run the Burbs             | Sam            | [ 34 ]        |